# Panamerikanische Spiele 2015/Leichtathletik – Zehnkampf der Männer

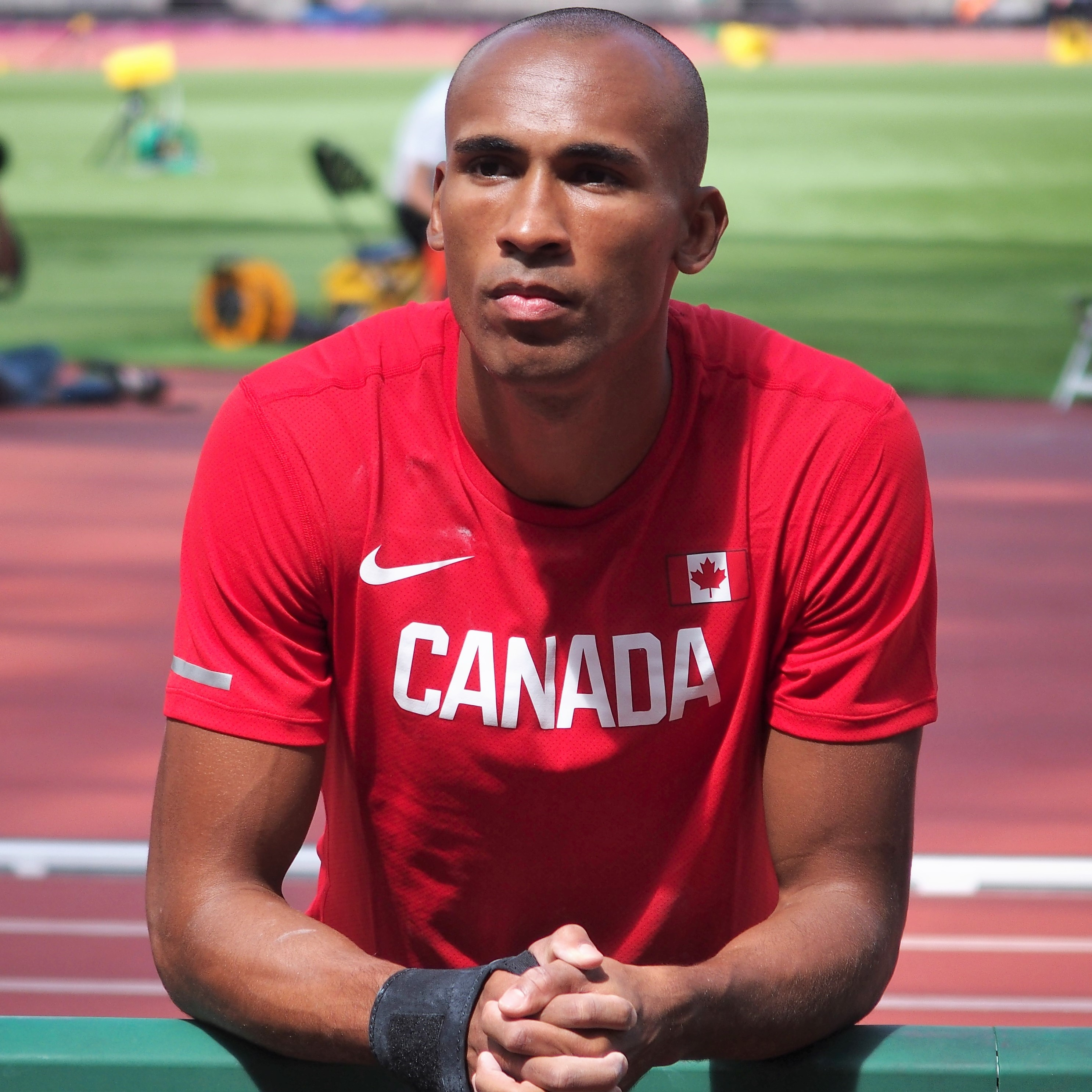
Der Sieger Damian Warner (2017)

Der Zehnkampf der Männer bei den Panamerikanischen Spielen 2015 fand am 22. und 23. August im Villa Deportiva Nacional in der peruanischen Hauptstadt Lima statt.
Zwölf Zehnkämpfer aus sechs Ländern nahmen an dem Wettbewerb teil. Die Goldmedaille gewann Damian Warner mit 8659 Punkten, was auch ein neuer Rekord der Panamerikanischen Spiele war. Silber ging an Kurt Felix mit 8269 Punkten und die Bronzemedaille gewann Luiz Alberto de Araújo mit 8179 Punkten.

## Rekorde
Vor dem Wettbewerb galten folgende Rekorde:
| Weltrekord        | Ashton Eaton  | 9039 Punkte | Eugene, Oregon, Vereinigte Staaten                   | 23. Juni 2012 |
| Rekord der Spiele | Maurice Smith | 8278 Punkte | Panamerikanische Spiele in Rio de Janeiro, Brasilien | 24. Juli 2007 |

## Zeitplan
| 22. August     |           |
| 100 m          | 10:10 Uhr |
| Weitsprung     | 10:50 Uhr |
| Kugelstoßen    | 12:05 Uhr |
| Hochsprung     | 18:10 Uhr |
| 400 m          | 19:52 Uhr |
| 23. August     |           |
| 110 m Hürden   | 10:05 Uhr |
| Diskuswurf     | 10:55 Uhr |
| Stabhochsprung | 12:15 Uhr |
| Speerwurf      | 17:35 Uhr |
| 1500 m         | 20:50 Uhr |

## Ergebnisse

### 100 m
| Platz | Athlet          | Land               | Zeit (s) | Punkte |
| ----- | --------------- | ------------------ | -------- | ------ |
| 1     | Rodrigo Sagaon  | Mexiko             | 10,80    | 906    |
| 2     | Lindon Victor   | Grenada            | 10,99    | 863    |
| 3     | Roman Garibay   | Mexiko             | 11,12    | 834    |
| 4     | Leonel Suárez   | Kuba               | 11,22    | 812    |
| 5     | Derek Masterson | Vereinigte Staaten | 11,43    | 767    |
| 6     | Pat Arbour      | Kanada             | 11,53    | 746    |

| Platz | Athlet                 | Land               | Zeit (s) | Punkte |
| ----- | ---------------------- | ------------------ | -------- | ------ |
| 1     | Damian Warner          | Kanada             | 10,28    | 1028   |
| 2     | Felipe dos Santos      | Brasilien          | 10,37    | 1006   |
| 3     | Yordanis García        | Kuba               | 10,80    | 906    |
| 4     | Luiz Alberto de Araújo | Brasilien          | 10,81    | 903    |
| 5     | Austin Bahner          | Vereinigte Staaten | 10,87    | 890    |
| 6     | Kurt Felix             | Grenada            | 10,91    | 881    |

| Platz | Athlet     | Punkte |
| ----- | ---------- | ------ |
| 1     | Warner     | 1028   |
| 2     | dos Santos | 1006   |
| 3     | Sagaon     | 906    |
| 3     | Garcia     | 906    |
| 5     | de Araújo  | 903    |
| 6     | Bahner     | 890    |
| 7     | Felix      | 881    |
| 8     | Victor     | 863    |
| 9     | Garibay    | 834    |
| 10    | Suárez     | 812    |
| 11    | Masterson  | 767    |
| 12    | Arbour     | 746    |

### Weitsprung
22. August 2015, 10:50 Uhr
| Platz | Athlet                 | 1. Versuch | 2. Versuch | 3. Versuch | Weite (m) | Punkte |
| ----- | ---------------------- | ---------- | ---------- | ---------- | --------- | ------ |
| 1     | Damian Warner          | 7,68       | x          | 7,55       | 7,68      | 980    |
| 2     | Kurt Felix             | 7,17       | 7,54       | 7,48       | 7,54      | 945    |
| 3     | Luiz Alberto de Araújo | 7,53       | 7,30       | x          | 7,53      | 942    |
| 4     | Felipe dos Santos      | 7,52       | x          | 7,45       | 7,52      | 940    |
| 5     | Austin Bahner          | 7,27       | x          | 7,02       | 7,27      | 878    |
| 6     | Pat Arbour             | 7,15       | x          | 6,70       | 7,15      | 850    |
| 7     | Leonel Suárez          | 6,83       | 7,11       | x}         | 7,11      | 840    |
| 8     | Lindon Victor          | 6,50       | 6,91       | 6,88       | 6,91      | 792    |
| 9     | Yordanis García        | 6,89       | 6,41       | x          | 6,89      | 788    |
| 10    | Roman Garibay          | 6,82       | 4,90       | 6,77       | 6,82      | 771    |
| 11    | Derek Masterson        | 6,49       | 6,01       | 6,18       | 6,49      | 695    |
| 12    | Rodrigo Sagaon         | 6,33       | x          | x          | 6,33      | 659    |

| Platz | Athlet     | Punkte |
| ----- | ---------- | ------ |
| 1     | Warner     | 2008   |
| 2     | dos Santos | 1946   |
| 3     | de Araújo  | 1845   |
| 4     | Felix      | 1826   |
| 5     | Bahner     | 1768   |
| 6     | Garcia     | 1694   |
| 7     | Victor     | 1655   |
| 8     | Suárez     | 1652   |
| 9     | Garibay    | 1605   |
| 10    | Arbour     | 1596   |
| 11    | Sagaon     | 1565   |
| 12    | Masterson  | 1462   |

### Kugelstoßen
22. August 2015, 12:05 Uhr
| Platz | Athlet                 | 1. Versuch | 2. Versuch | 3. Versuch | Weite (m) | Punkte |
| ----- | ---------------------- | ---------- | ---------- | ---------- | --------- | ------ |
| 1     | Kurt Felix             | 14,30      | 15,15      | 15,23      | 15,23     | 804    |
| 2     | Luiz Alberto de Araújo | 14,48      | 14,77      | 15,16      | 15,16     | 800    |
| 3     | Yordanis García        | x          | 14,29      | 14,91      | 14,91     | 784    |
| 4     | Lindon Victor          | 14,72      | 14,75      | x          | 14,75     | 774    |
| 5     | Derek Masterson        | 14,58      | x          | 14,38      | 14,58     | 764    |
| 6     | Pat Arbour             | x          | 14,56      | 14,40      | 14,56     | 763    |
| 7     | Leonel Suárez          | 13,46      | 13,74      | 14,43      | 14,43     | 755    |
| 8     | Damian Warner          | 14,33      | 14,36      | 14,13      | 14,36     | 750    |
| 9     | Roman Garibay          | 13,71      | 13,78      | 14,23      | 14,23     | 742    |
| 10    | Felipe dos Santos      | 14,16      | 13,93      | 14,22      | 14,22     | 742    |
| 11    | Rodrigo Sagaon         | 12,12      | 12,60      | 13,18      | 13,18     | 678    |
| 12    | Austin Bahner          | 12,26      | 12,47      | 12,46      | 12,47     | 635    |

| Platz | Athlet     | Punkte |
| ----- | ---------- | ------ |
| 1     | Warner     | 2758   |
| 2     | dos Santos | 2688   |
| 3     | de Araújo  | 2645   |
| 4     | Felix      | 2630   |
| 5     | Garcia     | 2478   |
| 6     | Victor     | 2429   |
| 7     | Suárez     | 2407   |
| 8     | Bahner     | 2403   |
| 9     | Arbour     | 2359   |
| 10    | Garibay    | 2347   |
| 11    | Sagaon     | 2243   |
| 12    | Masterson  | 2226   |

### Hochsprung

#### Gruppe A
22. August 2015, 18:10 Uhr
| Platz | Athlet            | 1,64 1,91 | 1,67 1,94 | 1,70 1,97 | 1,73 2,00 | 1,76 2,03 | 1,79 2,06 | 1,82 2,09 | 1,85 2,12 | 1,88 | Höhe (m) | Punkte |
| ----- | ----------------- | --------- | --------- | --------- | --------- | --------- | --------- | --------- | --------- | ---- | -------- | ------ |
| 1     | Kurt Felix        | – o       | –         | –         | – o       | –         | – o       | – o       | – xxx     | –    | 2,09     | 887    |
| 2     | Felipe dos Santos | – o       | – o       | – o       | – xo      | – o       | – xxx     | –         | –         | o    | 2,03     | 831    |
| 3     | Damian Warner     | – o       | – o       | – xo      | – xxx     | –         | –         | –         | –         | o    | 1,97     | 776    |
| 4     | Leonel Suárez     | – o       | –         | – xxo     | – xxx     | –         | –         | –         | xo        | –    | 1,97     | 776    |
| 5     | Lindon Victor     | – o       | – xxo     | – xxx     | –         | –         | –         | –         | –         | –    | 1,94     | 749    |
| 6     | Yordanis García   | – xxx     | –         | –         | –         | –         | –         | –         | o         | –    | 1,85     | 670    |

| Platz | Athlet                 | 1,64 1,91 | 1,67 1,94 | 1,70 1,97 | 1,73 2,00 | 1,76 2,03 | 1,79 2,06 | 1,82 2,09 | 1,85 2,12 | 1,88 | Höhe (m) | Punkte |
| ----- | ---------------------- | --------- | --------- | --------- | --------- | --------- | --------- | --------- | --------- | ---- | -------- | ------ |
| 1     | Luiz Alberto de Araújo | – xo      | – o       | – o       | – xxo     | – xxx     | –         | o         | –         | o    | 2,00     | 803    |
| 2     | Pat Arbour             | – o       | – o       | – xxx     | –         | –         | –         | o         | o         | o    | 1,94     | 749    |
| 3     | Derek Masterson        | – xxx     | –         | –         | –         | –         | –         | o         | xxo       | o    | 1,88     | 696    |
| 4     | Roman Garibay          | –         | –         | –         | –         | o         | –         | xo        | o         | xxx  | 1,85     | 670    |
| 5     | Austin Bahner          | –         | –         | –         | –         | xo        | o         | xo        | xo        | xxx  | 1,85     | 670    |
| 6     | Rodrigo Sagaon         | o         | o         | o         | o         | xxo       | xo        | xxo       | xxx       |      | 1,82     | 644    |

| Platz | Athlet     | Punkte |
| ----- | ---------- | ------ |
| 1     | Warner     | 3534   |
| 2     | dos Santos | 3519   |
| 3     | Felix      | 3517   |
| 4     | de Araújo  | 3448   |
| 5     | Suárez     | 3183   |
| 6     | Victor     | 3178   |
| 7     | Garcia     | 3148   |
| 8     | Arbour     | 3108   |
| 9     | Bahner     | 3073   |
| 10    | Garibay    | 3017   |
| 11    | Masterson  | 2922   |
| 12    | Sagaon     | 2887   |

### 400 m

#### Lauf 1
22. August 2015, 19:52 Uhr
| Platz | Athlet          | Zeit (s) | Punkte |
| ----- | --------------- | -------- | ------ |
| 1     | Leonel Suárez   | 50,94    | 772    |
| 2     | Roman Garibay   | 52,06    | 722    |
| 3     | Lindon Victor   | 52,18    | 717    |
| 4     | Derek Masterson | 52,32    | 711    |
| 5     | Pat Arbour      | 53,69    | 652    |

| Platz | Athlet                 | Zeit (s) | Punkte |
| ----- | ---------------------- | -------- | ------ |
| 1     | Damian Warner          | 47,66    | 926    |
| 2     | Felipe dos Santos      | 48,65    | 878    |
| 3     | Rodrigo Sagaon         | 49,00    | 861    |
| 4     | Yordanis García        | 49,60    | 833    |
| 5     | Kurt Felix             | 49,67    | 830    |
| 6     | Luiz Alberto de Araújo | 49,91    | 819    |
| 7     | Austin Bahner          | 50,36    | 798    |

| Platz | Athlet     | Punkte |
| ----- | ---------- | ------ |
| 1     | Warner     | 4460   |
| 2     | dos Santos | 4397   |
| 3     | Felix      | 4347   |
| 4     | de Araújo  | 4267   |
| 5     | Garcia     | 3981   |
| 6     | Suárez     | 3955   |
| 7     | Victor     | 3895   |
| 8     | Bahner     | 3871   |
| 9     | Arbour     | 3760   |
| 10    | Sagaon     | 3748   |
| 11    | Garibay    | 3739   |
| 12    | Masterson  | 3633   |

### 110 m Hürden

#### Lauf 1
23. August 2015, 10:05 Uhr

Wind: +2,4 m/s
| Platz | Athlet          | Zeit (s) | Punkte |
| ----- | --------------- | -------- | ------ |
| 1     | Kurt Felix      | 14,71    | 885    |
| 2     | Rodrigo Sagaon  | 14,75    | 880    |
| 3     | Pat Arbour      | 15,15    | 831    |
| 4     | Derek Masterson | 15,20    | 825    |
| 5     | Roman Garibay   | 15,41    | 801    |
| 6     | Austin Bahner   | 15,74    | 762    |
| 7     | Lindon Victor   | 15,85    | 750    |

| Platz | Athlet                 | Zeit (s) | Punkte |
| ----- | ---------------------- | -------- | ------ |
| 1     | Damian Warner          | 13,44    | 1048   |
| 2     | Yordanis García        | 14,06    | 967    |
| 3     | Felipe dos Santos      | 14,10    | 962    |
| 4     | Luiz Alberto de Araújo | 14,29    | 937    |
| 5     | Leonel Suárez          | 14,41    | 922    |

| Platz | Athlet     | Punkte |
| ----- | ---------- | ------ |
| 1     | Warner     | 5508   |
| 2     | dos Santos | 5359   |
| 3     | Felix      | 5232   |
| 4     | de Araújo  | 5204   |
| 5     | Garcia     | 4948   |
| 6     | Suárez     | 4877   |
| 7     | Victor     | 4645   |
| 8     | Bahner     | 4633   |
| 9     | Sagaon     | 4628   |
| 10    | Arbour     | 4591   |
| 11    | Garibay    | 4540   |
| 12    | Masterson  | 4458   |

### Diskuswurf
23. August 2015, 10:55 Uhr
| Platz | Athlet                 | 1. Versuch | 2. Versuch | 3. Versuch | Weite (m) | Punkte |
| ----- | ---------------------- | ---------- | ---------- | ---------- | --------- | ------ |
| 1     | Lindon Victor          | x          | x          | 49,80      | 49,80     | 866    |
| 2     | Pat Arbour             | 48,23      | 48,80      | 47,33      | 48,80     | 845    |
| 3     | Damian Warner          | 41,04      | 47,56      | 47,17      | 47,56     | 820    |
| 4     | Derek Masterson        | 44,80      | 47,50      | 46,07      | 47,50     | 818    |
| 5     | Luiz Alberto de Araújo | x          | 39,82      | 46,16      | 46,16     | 791    |
| 6     | Leonel Suárez          | 35,58      | 44,07      | 45,02      | 45,02     | 767    |
| 7     | Kurt Felix             | 44,24      | 44,54      | x          | 44,54     | 757    |
| 8     | Roman Garibay          | 37,40      | x          | 44,51      | 44,51     | 757    |
| 9     | Felipe dos Santos      | 37,60      | 42,38      | x          | 42,38     | 713    |
| 10    | Austin Bahner          | 42,35      | x          | x          | 42,35     | 712    |
| 11    | Yordanis García        | x          | 41,87      | x          | 41,87     | 703    |
|       | Rodrigo Sagaon         | x          | x          | x          | NM        | 0      |

| Platz | Athlet     | Punkte |
| ----- | ---------- | ------ |
| 1     | Warner     | 6328   |
| 2     | dos Santos | 6072   |
| 3     | de Araújo  | 5995   |
| 4     | Felix      | 5989   |
| 5     | Garcia     | 5651   |
| 6     | Suárez     | 5644   |
| 7     | Victor     | 5511   |
| 8     | Arbour     | 5436   |
| 9     | Bahner     | 5345   |
| 10    | Garibay    | 5297   |
| 11    | Masterson  | 5276   |
| 12    | Sagaon     | 4628   |

### Stabhochsprung
23. August 2015, 12:15 Uhr
| Platz | Athlet                 | 3,80 4,40 | 3,90 4,50 | 4,00 4,60 | 4,10 4,70 | 4,20 4,80 | 4,30 4,90 | Höhe (m) | Punkte |
| ----- | ---------------------- | --------- | --------- | --------- | --------- | --------- | --------- | -------- | ------ |
| 1     | Derek Masterson        | – xo      | – o       | – o       | – xo      | – o       | – xxx     | 4,80     | 849    |
| 2     | Luiz Alberto de Araújo | –         | –         | – xo      | – o       | – xxx     | –         | 4,70     | 819    |
| 3     | Yordanis García        | – xxo     | –         | – xxo     | – o       | – xxx     | –         | 4,70     | 819    |
| 4     | Austin Bahner          | – o       | –         | – o       | –         | – xxx     | –         | 4,60     | 790    |
| 5     | Kurt Felix             | –         | – o       | – o       | – xxx     | –         | xo        | 4,60     | 790    |
| 6     | Damian Warner          | – o       | –         | – xxo     | – xxx     | –         | –         | 4,60     | 790    |
| 7     | Felipe dos Santos      | – xo      | – o       | – xxx     | –         | –         | –         | 4,50     | 760    |
| 8     | Pat Arbour             | – xxx     | –         | –         | o         | o         | o         | 4,30     | 702    |
| 9     | Roman Garibay          | o         | –         | xo        | o         | o         | xxx       | 4,20     | 673    |
| 10    | Rodrigo Sagaon         | o         | –         | xo        | –         | xxx       |           | 4,00     | 617    |
| 10    | Lindon Victor          | –         | –         | xo        | xxx       |           |           | 4,00     | 617    |
|       | Leonel Suárez          | – xxx     | –         | –         | –         | –         | –         | NM       | 0      |

| Platz | Athlet     | Punkte |
| ----- | ---------- | ------ |
| 1     | Warner     | 7118   |
| 2     | dos Santos | 6832   |
| 3     | de Araújo  | 6814   |
| 4     | Felix      | 6779   |
| 5     | Garcia     | 6470   |
| 6     | Arbour     | 6138   |
| 7     | Bahner     | 6135   |
| 8     | Victor     | 6128   |
| 9     | Masterson  | 6125   |
| 10    | Garibay    | 5970   |
| 11    | Suárez     | 5644   |
| 12    | Sagaon     | 5245   |

### Speerwurf
23. August 2015, 17:35 Uhr
| Platz | Athlet                 | 1. Versuch | 2. Versuch | 3. Versuch | Weite (m) | Punkte |
| ----- | ---------------------- | ---------- | ---------- | ---------- | --------- | ------ |
| 1     | Lindon Victor          | x          | 64,89      | 66,97      | 66,97     | 843    |
| 2     | Roman Garibay          | 64,09      | 65,78      | 63,32      | 65,78     | 825    |
| 3     | Pat Arbour             | 54,60      | 56,14      | 65,03      | 65,03     | 814    |
| 4     | Kurt Felix             | 64,10      | x          | x          | 64,10     | 800    |
| 5     | Yordanis García        | 58,08      | 55,58      | 61,73      | 61,73     | 764    |
| 6     | Damian Warner          | 59,55      | 61,53      | 59,09      | 61,53     | 761    |
| 7     | Rodrigo Sagaon         | 51,91      | 56,77      | x          | 56,77     | 689    |
| 8     | Luiz Alberto de Araújo | 53,45      | 56,36      | x          | 56,36     | 683    |
| 9     | Derek Masterson        | 55,06      | 54,22      | 55,30      | 55,30     | 667    |
| 10    | Austin Bahner          | 52,75      | 53,32      | 54,67      | 54,67     | 658    |
| 11    | Felipe dos Santos      | 46,90      | 46,52      | 47,88      | 47,88     | 557    |

| Platz | Athlet     | Punkte |
| ----- | ---------- | ------ |
| 1     | Warner     | 7879   |
| 2     | Felix      | 7579   |
| 3     | de Araújo  | 7497   |
| 4     | dos Santos | 7389   |
| 5     | Garcia     | 7234   |
| 6     | Victor     | 6971   |
| 7     | Arbour     | 6952   |
| 8     | Garibay    | 6795   |
| 9     | Bahner     | 6793   |
| 10    | Masterson  | 6792   |
| 11    | Sagaon     | 5934   |

### 1500 m
23. August 2015, 20:50 Uhr
| Platz | Athlet                 | Zeit (min) | Punkte |
| ----- | ---------------------- | ---------- | ------ |
| 1     | Damian Warner          | 4:24,73    | 780    |
| 2     | Rodrigo Sagaon         | 4:33,00    | 725    |
| 3     | Kurt Felix             | 4:38,39    | 690    |
| 4     | Yordanis García        | 4:39,30    | 685    |
| 5     | Luiz Alberto de Araújo | 4:39,77    | 682    |
| 6     | Austin Bahner          | 4:43,53    | 658    |
| 7     | Derek Masterson        | 4:45,81    | 644    |
| 8     | Felipe dos Santos      | 4:48,14    | 630    |
| 9     | Roman Garibay          | 4:49,12    | 624    |
| 10    | Pat Arbour             | 5:01,70    | 550    |
| 11    | Lindon Victor          | 5:14,03    | 482    |

| Platz | Athlet     | Punkte |
| ----- | ---------- | ------ |
| 1     | Warner     | 8659   |
| 2     | Felix      | 8269   |
| 3     | de Araújo  | 8179   |
| 4     | dos Santos | 8019   |
| 5     | Garcia     | 7919   |
| 6     | Arbour     | 7502   |
| 7     | Victor     | 7453   |
| 8     | Bahner     | 7451   |
| 9     | Masterson  | 7436   |
| 10    | Garibay    | 7419   |
| 11    | Sagaon     | 6659   |

## Endplatzierungen
| Platz | Athlet                 | Land               | Punkte     |
| ----- | ---------------------- | ------------------ | ---------- |
|       | Damian Warner          | Kanada             | 8659 PR NR |
|       | Kurt Felix             | Grenada            | 6269 PB    |
|       | Luiz Alberto de Araújo | Brasilien          | 8179 SB    |
| 4     | Felipe dos Santos      | Brasilien          | 8019 PB    |
| 5     | Yordanis García        | Kuba               | 7919       |
| 6     | Pat Arbour             | Kanada             | 7502 SB    |
| 7     | Lindon Victor          | Grenada            | 7453 PB    |
| 8     | Austin Bahner          | Vereinigte Staaten | 7451       |
| 9     | Derek Masterson        | Vereinigte Staaten | 7436       |
| 10    | Roman Garibay          | Mexiko             | 7419 PB    |
| 11    | Rodrigo Sagaon         | Mexiko             | 6659       |
|       | Leonel Suárez          | Kuba               | DNF        |